# Abbaye Saint-Ruf de Valence
Pour les articles homonymes, voir Abbaye Saint-Ruf.
L'abbaye Saint-Ruf de Valence est un ancien établissement religieux située dans le quartier Saint-Jean, à Valence dans la Drôme.

## Historique
Les chanoines réguliers de Saint Ruf sont nés à Avignon, lorsqu'une petite communauté de clercs, installée le 1er janvier 1039 dans un lieu de culte mentionné au Xe siècle ruiné de la périphérie d'Avignon par concession de l'évêque d'Avignon Benoît 1er. Il devient un des fers de lance de la réforme du clergé dans le sillon rhodanien et au-delà, influençant la vie régulière de communautés comme Marbach (Alsace), Chaumouzey (Lorraine), Maguelone et Cassan (Languedoc). L'importance acquise par les chanoines de Saint-Ruf a généré des tensions avec le chapitre cathédral, qui aboutissent au transfert du chef d'ordre (c'est-à-dire l'abbaye-mère) à Valence dans la Drôme.

### Moyen Âge
Paradoxalement, lorsque les chanoines acquièrent en 1158 l'île de l'Épervière, nouveau site de l'abbaye, de l'évêque Odon de Crussol, la présence rufaine à Valence est toute récente, puisque c'est sous son prédécesseur Bernard qu'a été créé le premier établissement rufain à Valence à partir d'une église dédiée à saint Jacques (localement, saint Jacme ou James) et d'un hospice. Valence est en effet une étape vers la via Podiensis et Saint-Jacques-de-Compostelle.
Le site insulaire de l'Épervière est délimité à l'ouest par le cours du Rhône, à l'est par le cours de l'Epervière (la plus courte rivière de France, formée par la réunion de la plupart des canaux valentinois), et au nord par la Robine (site de l'actuel parc Jouvet). Ce site est sans doute peu occupé jusqu'à l'installation des Rufains, et à la construction de la nouvelle abbaye Saint-Ruf, dont les bâtiments sont mal connus, puisque ne subsiste actuellement sur le site qu'une ferme ruinée, adossée au XVIe siècle à un pan de mur de l'abbatiale. Malgré les inondations répétées du Rhône au XIIIe siècle et l'insécurité qui pousse parfois les chanoines à trouver refuge intra muros dans le prieuré Saint-James au XIVe siècle, l'abbaye de l'Épervière reste le siège de l'ordre de Saint-Ruf jusqu'aux ravages des guerres de Religion. Une fondation des seigneurs de Crussol vers 1400 permet même d'y développer un second lieu de culte, la chapelle de la Madeleine (attestée depuis la fin du XIIe siècle).

### Renaissance
Maître de Valence en 1567, le baron des Adrets fait effondrer toutes les églises de la ville. L'abbaye de l'Épervière ne sera jamais reconstruite, les chanoines choisissant de reconstruire leur abbaye au début du XVIIe siècle autour de leur prieuré de Saint-James. L'édifice, de structure romane, est alors profondément remanié et doté d'une nouvelle façade (à l'est, soit la rue Saint-James), alors que sont reconstruits au nord des bâtiments conventuels.

### Période moderne

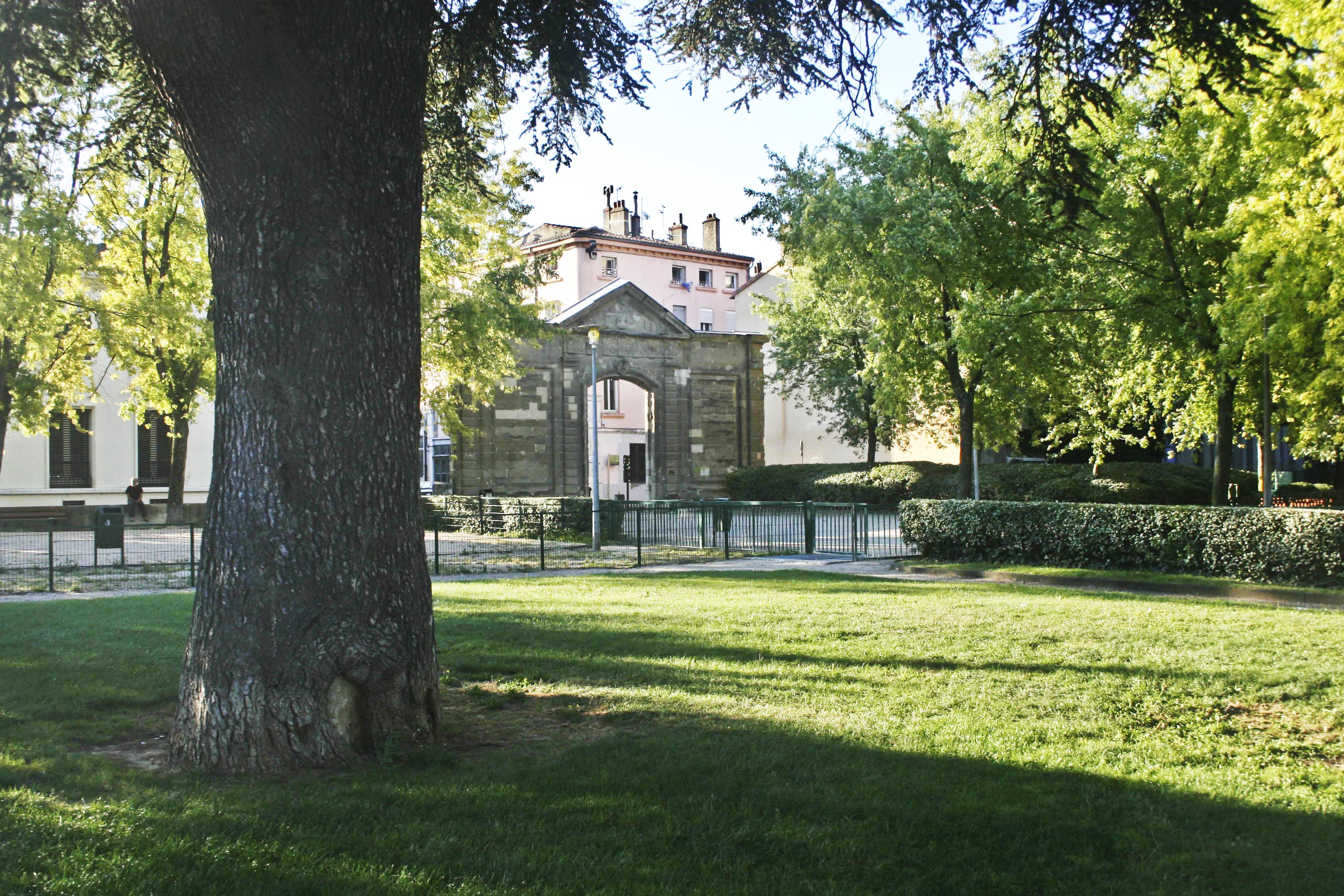
Le parc Saint-Ruf.

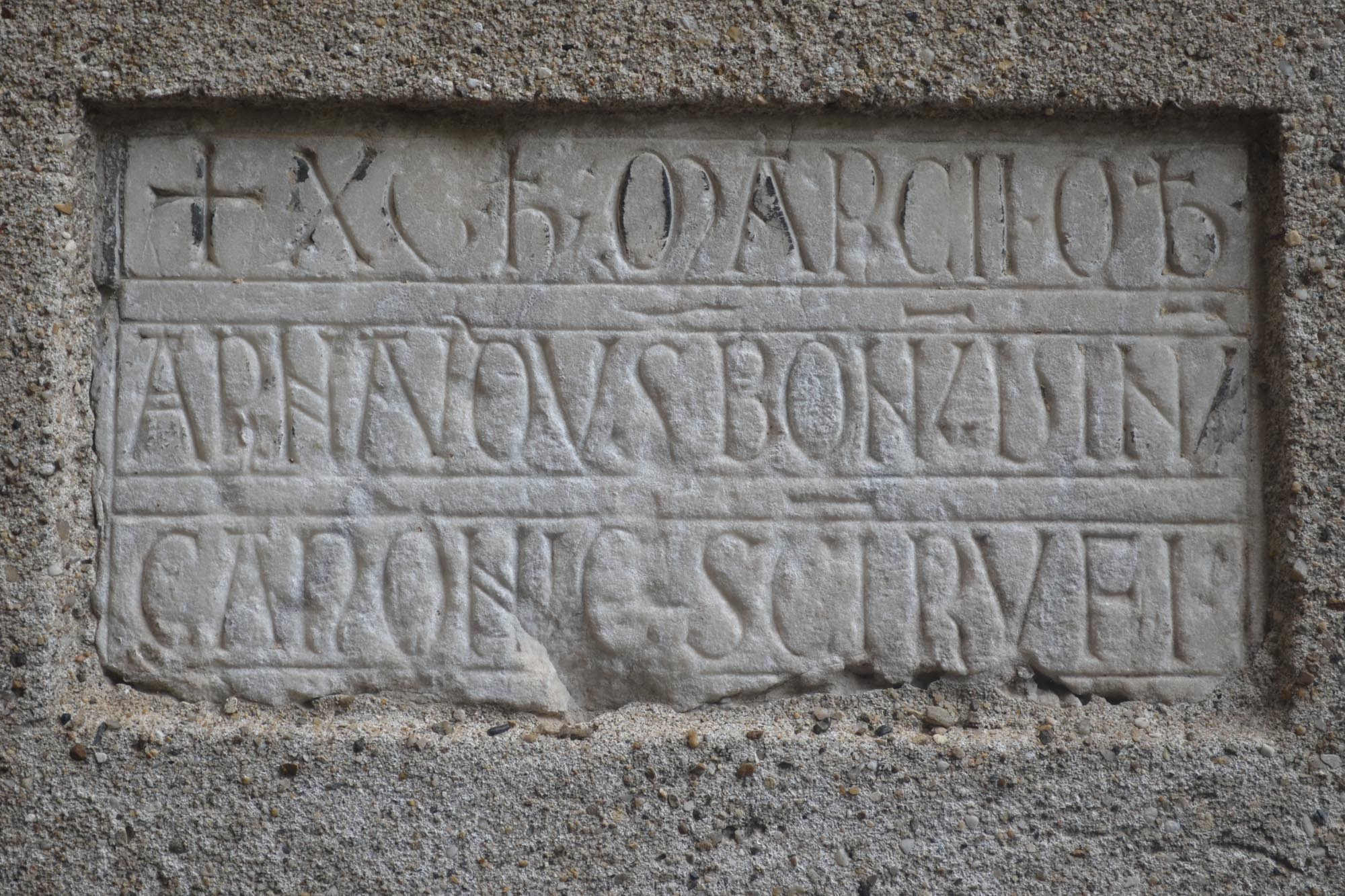
Inscription dans le mur de l’église Saint-James : Arnaudus Bonum Vinum (Arnaud Bon Vin), chanoine de Saint-Ruf.

Au XVIIIe siècle, le dernier abbé Jacques de Tardivon fait construire un palais abbatial au nord de cet ensemble, juste avant la sécularisation de l'ordre. Ne subsiste que la porte de cet hôtel abbatial, qui accueillit la préfecture de la Drôme jusqu'à sa destruction par un bombardement en 1944. L'église Saint-James, quant à elle, est devenue le temple de l'Être Suprême, puis le temple protestant de Valence à la suite d'un décret impérial de 1806. Dans l'abside est placé un monument où est conservé le cœur du général Championnet.
Le temple est classé au titre des monuments historiques par arrêté du 17 mai 1921 et divers éléments (portail, façade, escalier) sont inscrits par arrêté du 28 avril 1999.